# 1870-1879

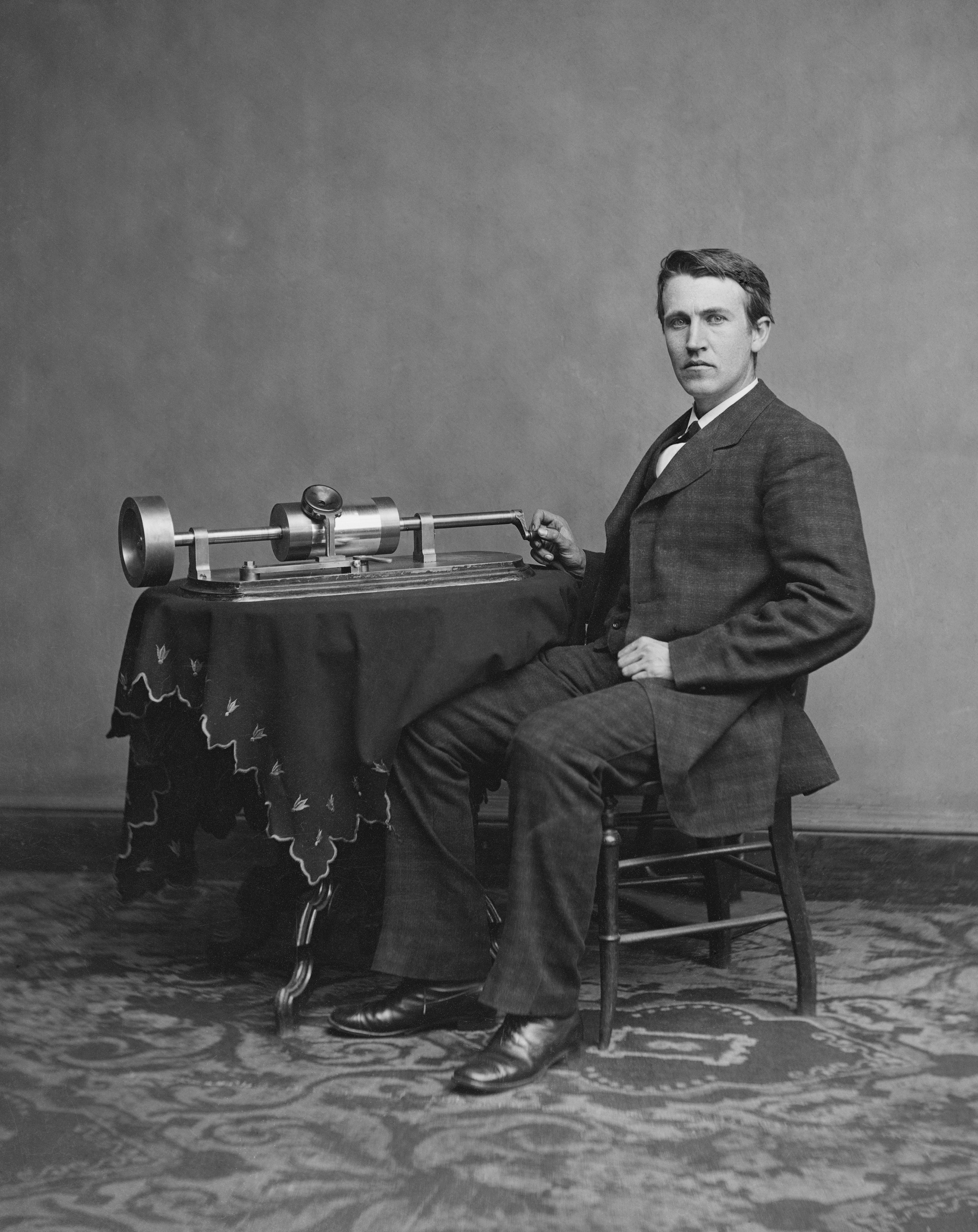
Thomas Edison

De jaren 1870-1879 (van de christelijke jaartelling) zijn een decennium in de 19e eeuw.

## Meerjarige gebeurtenissen en ontwikkelingen
Europa
- 1870 : De Spaanse revolutionairen bieden Leopold van Hohenzollern-Sigmaringen de koningstitel aan.
- 1870 : De Franse keizer Napoleon III verzet zich hier tegen, het begin van de Frans-Pruisische Oorlog.
- 1870 : Frankrijk verliest, wat volgt is de afkondiging van de Derde Franse Republiek.
- 1870 : Inname van Rome. Paus Pius IX beschouwt zichzelf als gevangene van het Vaticaan en wil het grondgebied niet verlaten.
- 1871 : Na de Pruisische overwinning wordt het Duitse Keizerrijk opgericht. Dit is oppermachtig op het continent, doordat het Verenigd Koninkrijk zich terugtrekt in splendid isolation en Oostenrijk-Hongarije zich bezighoudt met de Slavische kwestie en de Balkan.
- 1871 : Vrede van Frankfurt. Elzas-Lotharingen wordt Duits.
- 1872-1879 : Kulturkampf in het Duitse Keizerrijk. Onderdrukkende maatregelen tegen de katholieken in de zuidelijke staten. Ook in Zwitserland worden de katholieken onderdrukt.
- 1873 : Totstandkoming van de Scandinavische Monetaire Unie.
- 1873 : Home Rule League wordt opgericht, een politieke partij die streeft naar zelfbestuur (Home Rule) voor het eiland Ierland
- 1873 : De compromis-koning van Spanje Amadeus I wordt gedwongen af te treden, de Eerste Spaanse Republiek wordt uitgeroepen.
- 1874 : Alfons XII van Spanje wordt de nieuwe koning.
- 1875 : Opstand van Herzegovina.  De orthodox-christelijke Bosniërs komen in opstand tegen het islamitische Osmaanse Rijk. De autonome vorstendommen Servië, Montenegro en Bulgarije sluiten zich aan.
- 1877-1878 : Russisch-Turkse Oorlog. Rusland, dat claimt de christenen in het Osmaanse Rijk te vertegenwoordigen, schiet hen te hulp.
- 1878 : Congres van Berlijn. De Britse premier Benjamin Disraeli voelt sympathie voor de Turken, maar heeft geen bondgenoot om mee ten strijde te trekken. Keizerrijk Duitsland en Oostenrijk-Hongarije zijn bondgenoten van de Tsaar, maar zien die liever niet verder oprukken op de Balkan. Bismarck organiseert het Congres van Berlijn, waar het Vorstendom Bulgarije internationaal wordt erkend maar een flink deel van het veroverde gebied moet teruggeven.
- 1878 : Cyprus wordt Brits.

België
- In België worden in 1873 de eerste taalwetten gestemd.
- Tussen 1869 en 1879 wordt de IJzeren Rijn aangelegd: een goederenspoorweg die de haven van Antwerpen verbindt met het Rijnland. Met Nederland wordt in 1873 een akkoord bereikt over een route door Nederlands-Limburg.
- Er breekt een schoolstrijd uit wanneer de liberale regering Frère-Orban het officieel onderwijs seculariseert.
- Isala Van Diest vraagt tevergeefs toelating tot de studie Natuurwetenschappen, en gaat dan maar medicijnen doen in Bern. Na haar studie gaat ze voorlopig in Londen werken.

Nederland

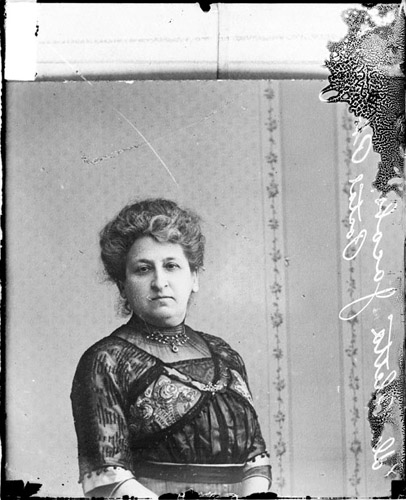
Aletta Jacobs.

- Aletta Jacobs is de eerste Nederlandse vrouw die als toehoorster wordt toegelaten aan een HBS. Een jaar later wordt ze met speciale toestemming van minister Thorbecke toegelaten als studente medicijnen aan de Rijksuniversiteit Groningen. In 1877 gaat een meisje naar het gymnasium.
- De katholieken in de Tweede Kamer breken met de Liberalen na de opheffing door de regering van het gezantschap bij de paus. Er ontstaat een voorzichtige toenadering tot de erfvijanden: de protestanten onder leiding van de jonge Abraham Kuyper.
- De Wet op het Hoger Onderwijs van Thorbecke wordt ingevoerd. Op de universiteiten neemt het Nederlands als voertaal de plaats in van het Latijn. Op de lagere scholen wordt de klassengrootte teruggebracht van 70 naar 40. Begin van de Schoolstrijd.
- In Nederland wordt de 'levenslange gevangenisstraf' ingevoerd ter vervanging van de doodstraf. Als echter een paar jaar later Hendrik Jut wordt ontmaskerd als moordenaar van een rijke weduwe en haar dienstbode, is het volk furieus. Kermisexploitanten laten de mannen hun woede koelen op de Kop van Jut.
- Vele Duitse katholieken vluchten voor de Kulturkampf naar het vrije Nederland.

Koloniën
- 1871 : Verdrag van Sumatra gesloten tussen het Verenigd Koninkrijk en Nederland. Nederland krijgt Sumatra, het Verenigd Koninkrijk krijgt de Nederlandse Goudkust. In Nederlands-Indië wordt het Cultuurstelsel afgeschaft. Javanen krijgen de eigendom van hun bouwgrond terug en ze kunnen deze verpachten voor maximum 20 jaar. Europeanen en Chinezen mogen plantages stichten buiten de dessa's. Vooral op Sumatra leidt dit tot de stichting van grote plantages met koelies uit Java als goedkope contractarbeiders.
- 1873 : Op 1 juli komt er een einde aan de periode van het Staatstoezicht in Suriname: tien jaar na de afschaffing van de slavernij zijn de voormalige slaven nu definitief vrij van werken op de plantages; met de aanvoer van Brits-Indische contractarbeiders probeert men het arbeidsvraagstuk op te lossen.
- 1873 : Begin van de Atjehoorlog.

Afrika
- 1873 : John Kirk slaagt erin de slavenhandel in Zanzibar te stoppen. De nieuwe sterke man in Oost-Afrika wordt Tippo Tip.
- De ontdekkingsreiziger dokter Henry Morton Stanley vindt na een lange zoektocht door de binnenlanden David Livingstone terug. In de jaren 1874-1878  trekt hij in opdracht van de Britse krant The Daily Telegraph dwars door het Afrikaanse continent. Verney Lovett Cameron doorkruist als eerste Europeaan in 1873-1875 equatoriaal Afrika van kust tot kust.
- 1874 : De Britse staatssecretaris voor kolonies Henry Herbert, 4e graaf van Carnarvon wil een confederatie van staten oprichten in Zuid-Afrika, nadat de Kaapkolonie in 1872 autonomie opeiste. De Britse plannen slagen niet door de onwil van de Boerenrepublieken om hun zelfstandigheid op te geven.
- 1876 : Koning Leopold II van België richt de Association internationale africaine op.
- 1877 : Na berichten dat de Boeren van Transvaal een nederlaag hebben geleden tegen het inheemse Pedi volk en hun leider Sekhukhune, besluit Carnarvon Transvaal te annexeren. De Engelse regering neemt het bestuur van Transvaal over "ter bescherming van de blanken aldaar tegen de inlanders".
- 1879 : Er volgt een militaire expeditie tegen de Zoeloes: de Zoeloe-oorlog.
- 1879 : Koning Leopold II van België richt de Association internationale du Congo op.

Amerika
- De Verenigde Staten beleven een periode van economische krimp die duurt van oktober 1873 tot maart 1879. In deze 65 maanden durende periode gaan zo'n 18.000 bedrijven failliet, waaronder honderden banken. Ook tien Amerikaanse staten gaan bankroet.
- In de Verenigde Staten breekt de goudkoorts uit. Duizenden trekken naar South Dakota, waar ze de indianen van hun land verjagen. Het Dakota-territorium wordt een oord van wetteloosheid, met de stad Deadwood als middelpunt.
- Compromis van 1877 : Presidentskandidaat Rutherford B. Hayes sluit een overeenkomst met Zuidelijke Democratische kiesmannen. Als zij hem steunen, zodat hij president wordt, zal hij de Federale troepen uit het zuiden terugtrekken, en de Reconstructie beëindigen. Dit gebeurt en binnen een aantal jaren zijn alle maatregelen van de Reconstructie ongedaan gemaakt. De gelijkheid tussen blank en zwart wordt opgeheven, hoewel dit in strijd is met de statelijke en federale grondwetten, en een segregatiesysteem wordt ingevoerd (Jim Crow-wetten).
- In 1872 wordt de Mauch Chunk Gravity Railroad in Pennsylvania overbodig voor het kolentransport van de mijn naar de haven. Om er toch nog geld mee te verdienen wordt geprobeerd om, tegen betaling, passagiers de rit te laten meerijden, met veel succes. Twee jaar later rijden al 35.000 bezoekers mee, wat deze eerste toeristische achtbaan de op een na populairste bestemming in de Verenigde Staten maakt, na de Niagarawatervallen.
- Het Spaanse vrachtschip de "Providencia" lijdt in 1876 schipbreuk voor de kust van Florida. Uit de lading kokosnoten die op het strand aanspoelt ontstaan enige jaren later prachtige palmbomen. Later staat deze plek op de kaart vermeld als Palm Beach.

Azië
- De Russische officier en ontdekkingsreiziger Nikolaj Przewalski maakt een drietal tochten door Centraal Azië en bereikt bijna Lhasa.
- Nederlandse ingenieurs als Johannis de Rijke leggen waterstaatswerken aan in Japan.
- In Japan wordt In 1871 een einde gemaakt aan de macht van de daimyo, de feodale landeigenaren, en wordt al het land onder controle van de staat gesteld. Met de instelling van een nationaal leger en de dienstplicht komt er een einde aan de invloed van de samoerai, die onder het shogunaat de enigen waren die wapens mochten dragen. Verschillende opstanden van de samoerai worden in de jaren 70 neergeslagen, waarbij de Satsuma-opstand in 1877 de grootste en laatste is.
- 1876–1879 Hongersnood in Noord-China met 11 miljoen doden.
- 1878-1880 : Tweede Brits-Afghaanse Oorlog.

Scheepvaart
- Na de opening van het Suezkanaal in 1869 stappen de Nederlandse rederijen echt over op stoom. De Stoomvaart Maatschappij Nederland wordt te Amsterdam opgericht in 1870 en de Rotterdamse reder Willem Ruys begint in 1872 een stoombootdienst op Batavia.
- De Nederlandse prins Hendrik heeft de wens om bij de noordelijke ingang van het Suezkanaal nabij Port Saïd een handelspost te vestigen waar Nederlandse schepen bevoorraad kunnen worden. Tegen alle adviezen in zet Hendrik zijn plannen door en draagt de waterbouwkundige Anthonie Rouwenhorst Mulder op de noodzakelijke plannen te maken en de realisatie te begeleiden. Mulder verblijft van augustus 1873 tot augustus 1876 in Port Saïd. De handelspost blijkt inderdaad weinig succesvol. Na het onverwachte overlijden van de prins op 13 januari 1879 wordt de exploitatie beëindigd en worden de eigendommen verkocht.
- Rotterdam wordt door de opening van de Nieuwe Waterweg in 1872 weer bereikbaar voor grote zeeschepen. De Binnenhaven en Entrepothaven, havens die zeer geschikt zijn voor stukgoed, worden aangelegd. Maar de grote man achter de expansie Lodewijk Pincoffs moet in 1879, als blijkt dat hij het ene gat met het andere heeft gestopt, naar Amerika vluchten.

Spoorwegen
- De langste brug over de Rijn wordt  gebouwd tussen 1872 en 1874 in Wesel. Deze spoorbrug bestaat uit 107 pijlers waarvan er drie in het water staan en is 1950 meter lang. Zij zorgt voor de verbinding tussen Noord-Duitsland en West-Europa. De twee spoorlijnen die over deze brug lopen, beginnen in Boxtel (zie Duits Lijntje) resp. Venlo en eindigen in Hamburg.
- De Zwitserse ingenieur Louis Favre legt de langste spoortunnel ter wereld aan: de Gotthardtunnel.

Financiën en economie
- Vanaf 1873 worden West-Europa en de Verenigde Staten getroffen door de Lange depressie. De aan deflatie en laagconjunctuur lijdende economie leidt tot periodieke vraag naar zilveren valuta. Dergelijke pogingen falen over het algemeen echter, en zetten de algemene druk richting een gouden standaard voort. Tegen 1879 worden nog louter gouden muntstukken geaccepteerd in de Latijnse muntunie, die uit Frankrijk, Italië, België en Zwitserland wordt opgezet, alhoewel zilver, in theorie, een betaalmiddel blijft. Ook Nederland voert in 1875 de gouden standaard in.
- De Haven van Rotterdam ontwikkelt zich razendsnel door de investeringen van de bankier Marten Mees en de zakenman Lodewijk Pincoffs. Zij richten de Holland-Amerika Lijn op, de Rotterdamsche Bank en de Rotterdamsche Handelsvereeniging.
- De diamantindustrie van Amsterdam leeft op door een groot aanbod uit de Kaapkolonie.
- Vanaf 1870 ontstaat de strokartonfabricage. De strokartonfabrieken vestigen zich vanwege de behoefte aan schoon water aan de rand van het veenkoloniale gebied. Vooreerst wordt het benodigde stro betrokken uit de Groninger regio Oldambt.

Sociaal
- De vakbeweging krijgt voor het eerst gestalte. In 1872 wordt in Nederland het "coalitieverbod" opgeheven, een verbod voor arbeiders om zich te organiseren. Naast de Nederlandse afdeling van het Internationaal Werklieden-Verbond komt in 1871 het Algemeen Nederlandsch Werklieden-Verbond, dat nationaal en neutraal-liberaal van oriëntatie is.
- Een staking van sigarenmakers in Antwerpen wordt gesteund door veel Nederlandse vakbroeders, die een eigen bond oprichten en in 1873 ook het werk neerleggen. Uiteindelijk delven ze het onderspit, maar een staking van meubelmakers heeft succes.

Landbouw
- De graaninvoer van Europa uit de Verenigde Staten groeit van 50 miljoen schepel naar 180 miljoen schepel per jaar. Dit komt door het einde van de Amerikaanse Burgeroorlog en door de stoomvaart. Mede door deze concurrentie gaan veel graanboeren over op de Engelse rassen Essex en Squarehead (Rode Dikkop). Essex vervangt de Zeeuwse en Squarehead de Gelderse tarwe.
- De graanboeren van de Betuwe beplanten hun akkers met fruitbomen.
- De haringvisserij krijgt de beschikking over loggers, houten kielschepen.
- Door de opening van tabaksplantages op Sumatra komt een einde aan de tabaksteelt bij Amersfoort en Rhenen.
- De meekrapstoof verdwijnt uit Zeeland en West-Brabant doordat de rode kleurstof synthetisch kan worden gemaakt. De meekraptelers gaan over op suikerbieten.

Stad en land
- De inpoldering van een aantal veenplassen bij Rotterdam wordt in 1874 voltooid, waardoor het tuinbouwgebied Prins Alexanderpolder ontstaat. In Zeeuws-Vlaanderen wordt het Zwin afgedamd en ontstaat de Willem-Leopoldpolder (1872). In 1874 kondigt de regering enigszins overmoedig de afsluiting van de Zuiderzee aan. In 1875 wordt begonnen met de bedijking van de Johannes Kerkhovenpolder in Noord-Groningen. In 1876 wordt de polder gesloten door een oud kofschip in het laatste dijkgat tot zinken te brengen. De Provinciale dijk wordt tussen 1874 en 1876aangelegd om het Reitdiep af te sluiten.
- Brussel krijgt in 1877 een stoomtram. In Nederland gaat de eerste stoomtram vanaf 1879 rijden tussen Den Haag en Scheveningen.
- In 1872 geeft de classicus Jan Gerhardus Ottema, een prominent lid van het Fries Genootschap, het manuscript Oera Linda uit. Volgens hem gaat het hier om een eeuwenoude kroniek, geschreven in een tot dan toe onbekend runenschrift. Het boek vertelt over een vierduizend jaar oude Friese beschaving. Al enkele jaren na zijn verschijning wordt - door onderzoek van Jan Beckering Vinckers - de kroniek in Nederland algemeen als een falsificatie beschouwd en begint het giswerk naar de mogelijke auteur(s).

Voeding
- Nadat de koffieteelt op Ceylon in 1869 is getroffen door een schimmelziekte, wordt overgeschakeld op de verbouw van ceylonthee. Tussen 1870 en 1879 neemt de oogst en vervolgens het areaal theestruiken sterk toe, en Colombo wordt de grootste theeveiling ter wereld.
- De smaakmaker Tabasco wordt in 1870 door Edmund McIlhenny in Louisiana op de markt gebracht. De saus wordt aanvankelijk verkocht aan de Golfkust en in New Orléans. Gedurende het decennium breidt McIlhenny zijn rayon uit tot grote steden in de VS.
- De Indische suikercrisis breekt uit. Nederland en andere Europese landen gaan bietsuiker produceren in plaats van rietsuiker importeren, waardoor Indië nog slechts een derde van de suikerprijs ontvangt en een deel van de oogst helemaal niet kwijtraakt.

Medisch
- Tijdens de Frans-Duitse oorlog breekt in Parijs en op het slagveld een pandemie uit van pokken. Tienduizenden soldaten raken besmet en verspreiden als krijgsgevangenen en deserteurs de ziekte naar Duitsland, België en Nederland.
- De Nederlandse officier van gezondheid in de Atjehoorlog Cornelis de Mooy ontwerpt een hangmatraderbaar of "lechophore". Het toestel kan worden gebruikt om de patiënt gedurende het vervoer, vooral ook over minder begaanbaar terrein, minimaal te belasten.

Wetenschap en techniek

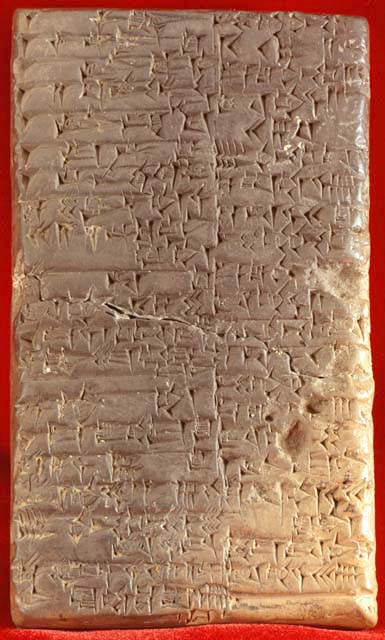
Kleitablet met Sumerisch spijkerschrift (± 2400 v.Chr.)

- George Smith, een leerling van Henry Rawlinson, slaagt erin een aantal spijkerschrift-tabletten te ontcijferen die een vroege versie van het zondvloed-verhaal bevatten.
- Heinrich Schliemann legt de resten van Troje en Mycene bloot.
- De beroemde 6e druk verschijnt van de Stielers Handatlas.
- In 1871 neemt het eerste Internationaal Geografisch Congres in Antwerpen een motie aan waarin wordt aangedrongen op het gebruiken van de meridiaan van Greenwich als wereldstandaard voor geografie en navigatie. Daarbij aansluitend hebben velen gepleit over het instellen van een universele tijdrekening. Mogelijk de meest invloedrijke onder hen is Sandford Fleming, hoofdingenieur van de Canadian Pacific Railway. In een essay uit 1876, getiteld "Uniform Non-Local Time (Terrestrial Time)", suggereert hij het gebruik van een universele tijdrekening. Nadat Fleming dit voorstel heeft aangepast aan de meridiaan van Greenwich, in 1878/79, stuurt de Britse regering het voorstel door naar 18 andere landen.

Innovatie
- De Engelsman John Gamgee ontwikkelt een methode om importvlees uit Australië en Nieuw-Zeeland te bevriezen, waarop hij in 1870 patent verwerft. In 1876 opent hij in Londen het Glaciarium, de eerste kunstijsbaan ter wereld.
- De Belg Zénobe Gramme demonstreert in 1871 de naar hem genoemde gramme-dynamo voor het eerst aan de Académie des sciences, wetenschappelijke academie van Parijs. Tijdens de wereldtentoonstelling van 1873 te Wenen laat Hippolyte Fontaine zien, dat de Gramme-dynamo ook als motor kan werken. De afstand tussen generator en motor kan meerdere kilometers bedragen. De Gramme-machine wordt zo de eerste sterke elektromotor en kan vanaf dat moment industrieel worden toegepast.
- De Rus Pavel Jablotsjkov doet onderzoek naar elektriciteit, wat in 1875 leidt tot de elektrische kaars en in 1878 tot de elektrische verlichting van enkele straten van Parijs.
- Alfred Nobel ontwikkelt springgelatine (een soort springstof). Zijn broer Ludwig, de baas van Branobel, brengt de olieindustrie in Bakoe op gang, laat de eerste pijpleiding leggen en de eerste olietanker bouwen: de Zoroaster.
- Het telegraafverkeer wordt versneld door de toepassing van duplextelegrafie vanaf 1871 en zelfs Quadruplex-telegrafie vanaf 1874. Ook Australië en Nieuw-Zeeland worden aangesloten op het internationale telegraafnet.
- De Franse regering laat kunstboter ontwikkelen voor het leger om de bederfelijke boter te vervangen. De Nederlandse boterhandelaar Antoon Jurgens koopt de rechten en start in Oss de productie van margarine.
- 1876 : Alexander Graham Bell dient zijn octrooiaanvraag van de telefoon in.

Leven en dood
- De Nederlandse arts Johann Georg Mezger legt de grondslag van de fysiotherapie. Op zijn spreekuur in het Amsterdamse Amstelhotel behandelt hij de groten der aarde.
- In de westerse wereld komt de beweging voor de legalisatie van Lijkverbranding in een stroomversnelling. In 1874 wordt in Den Haag de Vereeniging voor Lijkenverbranding opgericht. In 1876 worden op het eerste Europese congres voor het begrafeniswezen, de eerste richtlijnen voor de verbranding van " mensenlijken op een decente manier" uitgewerkt. De eerste crematoria worden in 1876 op de Camposanto in Milaan, datzelfde jaar in Washington DC en in 1878 in Gotha gebouwd.

Kunsten
- Richard Wagner laat naar eigen ontwerp het Bayreuth Festspielhaus bouwen en betrekt in 1874 de directeurswoning. In augustus 1876 wordt het complex in gebruik genomen met de première van de Ring des Nibelungen.
- Hoogtepunt van de Colonie d'Anseremme: kunstenaars trekken naar dit afgelegen dorp in Henegouwen om er in de natuur te schilderen. Bekende namen zijn Félicien Rops, Célestin Gilleman en Maurice Hagemans.
- Paul François Hubrecht, Nederlands  secretaris-generaal van Binnenlandse Zaken, staat gezamenlijk met de ambtenaar Victor de Stuers aan de wieg van de heropleving van staatssteun aan kunst en wetenschappen in de jaren na de dood van Thorbecke.
- In 1871 wordt de Russische schildersgroep Peredvizjniki bekend door een gezamenlijke expositie. Deze expositie trekt rond door de Russische provincies. Hierdoor wordt de groep Peredvizjniki genoemd, in het Nederlands: De Trekkers of De Zwervers. Vladimir Stasov, algemeen en vooraanstaand cultuurcriticus, weet geldschieters te interesseren. Stasov is de ontdekker van Ilja Repin.
- De Nikolaiturm in Hamburg komt in 1874 gereed, en is dan met 147,3 meter hoogte

het hoogste bouwwerk ter wereld.
Die titel gaat twee jaar later alweer naar de 
Kathedraal van Rouen.
Trends
- Japanse kunst en gebruiksvoorwerpen, zoals kimono's, waaiers, parasols, gelakte voorwerpen en kamerschermen worden een rage bij het Europese publiek. Deze curiositeiten worden aangeboden door kunsthandelaars, zoals de legendarische Siegfried Bing in Parijs, dikwijls samen met voorwerpen uit China (chinoiserie).

Sport
- 1877 - In Wimbledon, een wijk in Londen, wordt het eerste Britse tennistoernooi gehouden.
- Vanaf 1871 wordt jaarlijks tussen Britse voetbalteams gestreden om de FA Cup.

Mode
- De Parijse couturier Charles Frederick Worth komt na de val van het Tweede Franse Keizerrijk met een opvolger voor de crinoline: de Cul de Paris.
- In de Victoriaanse tijd ontwikkelt de textielindustrie de eerste machinale weefgetouwen voor simpele weefsels, waardoor een

groot scala aan stoffen ontstaat. Nieuw zijn tweed en Jersey. Het meandermotief is populair en koningin Victoria’s voorliefde voor Schotland brengt een
mode van kleurige ruiten op gang. Door de ontwikkeling van de anilineverven (1856) komen er nieuwe kleuren op de markt, zoals paars, magenta, lyonsblauw
en methylgroen (1872), en sterk rood in 1878.
- In Californië bedenkt een kleermaker, de Letse immigrant Jacob Davis, in 1871 een oplossing voor het scheuren van werkbroeken van denim: hij versterkte kwetsbare plaatsen met klinknagels en wordt zo de uitvinder van de spijkerbroek. In 1872 benadert hij zijn stofleverancier Levi Strauss om samen patent te vragen, wat in 1873 wordt verleend.

<< · 1870 · 1871 · 1872 · 1873 · 1874 · 1875 · 1876 · 1877 · 1878 · 1879 · >>
<< · 1800-1809 · 1810-1819 · 1820-1829 · 1830-1839 · 1840-1849 · 1850-1859 · 1860-1869 · 1870-1879 · 1880-1889 · 1890-1899 · >>